# ساقي (أميرية)
ساقي (بالفارسية: ساقی) هي منطقة سكنية تقع في إيران في قسم أمیریة الريفي. يقدر عدد سكانها بـ 507 نسمة بحسب إحصاء 2016.